# Rack Pulls
Rack Pulls (även upphöjda marklyft) är en styrkeövning som utförs genom att en skivstång placeras i en upphöjd position (vanligtvis i knähöjd eller högre), och sedan greppas med båda händer, varefter skivstången dras uppåt genom att höften rätas ut. Upphöjda marklyft gör att belastningen i övningen, alltså vikten som används, generellt kan vara högre än vid traditionella marklyft, eftersom det finns större potential för kraftutveckling ju högre position skivstången har. Olika mekaniska fördelar bidrar antagligen till skillnaden i kraftutveckling i olika positioner, men ytterligare forskning krävs för att bekräfta detta.